# Christian Kleinschmidt
Christian Kleinschmidt (* 17. April 1961 in Dortmund) ist ein deutscher Wirtschaftshistoriker.

## Leben
Nach dem Ersten Staatsexamen 1988 in Geschichte und Sozialwissenschaften an der Ruhr-Universität Bochum war Kleinschmidt von 1988 bis 1989 wissenschaftlicher Mitarbeiter am Lehrstuhl für Wirtschafts- und Technikgeschichte. Von 1989 bis 1994 war er Wissenschaftlicher Mitarbeiter beim Westfälischen Wirtschaftsarchiv Dortmund. Nach der Promotion 1992 an der Ruhr-Universität Bochum war er dort von 1997 bis 1999 wissenschaftlicher Mitarbeiter. 1999 habilitierte er sich. Von 2007 bis 2008 war er Professor (W2) für Neuere Geschichte mit dem Schwerpunkt Zeitgeschichte (Sozial-, Wirtschafts- und Alltagsgeschichte) an der Universität Paderborn. Seit 2009 ist er Professor (W3) für Wirtschafts- und Sozialgeschichte an der Philipps-Universität Marburg.

## Schriften (Auswahl)
- Rationalisierung als Unternehmensstrategie. Die Eisen- und Stahlindustrie des Ruhrgebiets zwischen Jahrhundertwende und Weltwirtschaftskrise. Essen 1993.
- „...ein unmögliches Ungeheuer...“. Großgasmaschinen, Kraft und Energie für die Henrichshütte. Dortmund 1993.
- Stadtwerke Gelsenkirchen. Vom Regiebetrieb zum modernen Dienstleistungsunternehmen. Essen 1998.
- Der produktive Blick. Wahrnehmung amerikanischer und japanischer Management- und Produktionsmethoden durch deutsche Unternehmer 1950–1985. Berlin 2002.
- Technik und Wirtschaft im 19. und 20. Jahrhundert (= Enzyklopädie deutscher Geschichte. Band 79). Berlin/Boston 2007.
- Wirtschaftsgeschichte der Neuzeit. Die Weltwirtschaft 1500–1850, München 2017.
- mit Jan Logemann (Hrsg.): Konsum im 19. und 20. Jahrhundert (= Handbücher zur Wirtschaftsgeschichte). Berlin 2021.
- Seuchenbekämpfung, Wissenschaft und Unternehmensstrategien. Die Behringwerke und die Philipps-Universität Marburg im 20. Jahrhundert. Darmstadt 2021.